# Ralph Hurtig
Ralph Uno Hurtig, född 6 maj 1932 i Göteborg, död 23 november 2017 i Partille, var en svensk roddare. Han tävlade för Göteborgs RK. Hans son, Pär Hurtig, har också tävlat i rodd vid olympiska spelen.
Hurtig tävlade för Sverige vid olympiska sommarspelen 1960 i Rom. Han var en del av Sveriges lag som blev oplacerade i åtta med styrman. Ralph Hurtig är begravd på Stampens kyrkogård i Göteborg.